# Zeltfestival Ruhr

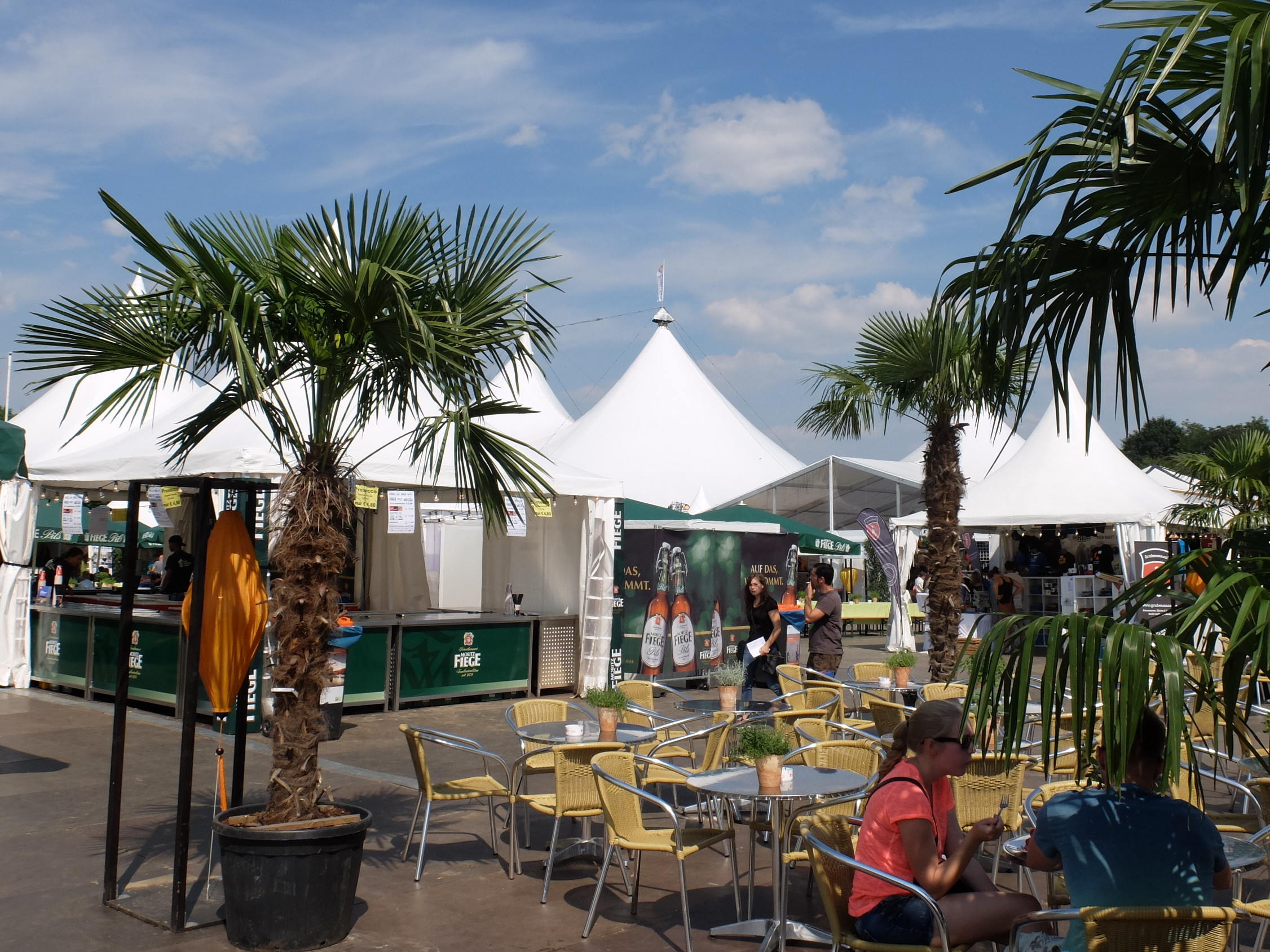
Zeltfestival 2015

Das Zeltfestival Ruhr (ZfR) ist ein jährlich im Spätsommer stattfindendes Kulturfestival in den Auen der Ruhr am Kemnader See auf der Stadtgrenze zwischen den Städten Bochum und Witten.

## Geschichte
Das Festival wurde erstmals im Sommer 2008 von drei Bochumer Agenturen veranstaltet und findet als Zeltfestival Ruhr auf 25.000 m² im Großraum Nordrhein-Westfalen statt. Die Zeltstadt bietet jährlich von Mitte August bis Anfang September 17 Tage lang verschiedene Musik-, Kabarett- und Kunstprogramme. Im Vordergrund stehen drei große Eventzelte und ca. 40 Gastspiele und Konzerte pro Jahr. Neben den Gastspielen in den Zelten gibt es einen Kunsthandwerkermarkt („Markt der Möglichkeiten“) mit über 80 Ausstellern, zwei Außenbühnen und einen Biergarten mit 20 Gastronomen.
2015 besuchten an den 17 Tagen ca. 140.000 Besucher das Zeltfestival Ruhr, die Hälfte besucht die Gastspiele & Konzerte, die andere Hälfte das Außenareal und den Markt.
Bisher spielten auf dem Zeltfestival Musiker wie Joe Cocker, Status Quo, Ed Sheeran, Amy Macdonald, Silbermond, Milow, Die Fantastischen Vier, Cro, Jan Delay, Adel Tawil, Howard Carpendale, Gregor Meyle, Kraftclub, H-Blockx, Clueso, Scooter und Fettes Brot. Die Comedians Bülent Ceylan, Frank Goosen, Michael Mittermeier, Bastian Pastewka und Rainald Grebe traten mit ihren Programmen auf.